# Brauer–Suzukis sats
Inom gruppteori, en del av matematiken, är Brauer–Suzukis sats bevisad av Richard Brauer och Michio Suzuki 1959, en sats som säger att om en ändlig grupp har en generaliserad kvaternion-Sylow 2-delgrupp och inga icke-triviala normala delgrupper av udda ordning, då har gruppen ett centrum av ordning 2. 
En generalisering av Brauer–Suzukis sats är Glaubermans Z*-sats.